# For Certain
For Certain è il secondo extended play della rapper e cantante statunitense Bia, pubblicato l'11 dicembre 2020 su etichetta Epic Records.

## Pubblicazione
A inizio 2020 Bia ha firmato un nuovo contratto discografico con Epic Records, dopo aver rescisso nel 2018 quello che l'ha legata alle etichette RCA Records e I Am Other. Successivamente, nel corso dell'anno ha pubblicato quattro singoli estratti dall'EP. La rapper inizialmente ha annunciato che il titolo del progetto sarebbe stato Rich Tiers, ma il titolo è stato poi cambiato nel titolo attuale, preso dall'hook del singolo Cover Girl. L'8 dicembre, Bia ha annunciato il titolo e la copertina del progetto e il giorno successivo la tracklist, tramite i social network.

## Singoli
Bia ha pubblicato il singolo apripista, Free Bia (1st Day Out) il 27 marzo 2020. Nella canzone parla della sua esperienza negativa con la precedente etichetta discografica e di come è stata "messa da parte" per diversi anni.
Il secondo singolo, Cover Girl, è stato pubblicato il 3 aprile 2020 con un video musicale registrato "in quarantena". Il brano è stato trasmesso alle radio Urban e Rhythmic statunitensi il 14 aprile.
Il terzo singolo Same Hands, realizzato con la partecipazione di Lil Durk è uscito il 25 settembre 2020 assieme al videoclip.
Skate è stato reso disponibile il 20 novembre come quarto singolo estratto. Quest'ultimo in seguito è stato scelto come sigla dei play-off della Stanley Cup del 2021.
L'8 aprile 2021 è stato presentato il video musicale di Whole Lotta Money e in Italia è stato trasmesso per la prima volta in radio il 7 maggio 2021, divenendo il quinto e ultimo singolo del progetto. La canzone ha raggiunto la terza posizione nella classifica Bubbling Under Hot 100, equivalente alla posizione 103 nella Billboard Hot 100. Il remix del brano con la partecipazione della rapper trinidadiana Nicki Minaj, è stato pubblicato il 9 luglio 2021.

## Tracce
1. Bia Bia (feat. Lil Jon) – 2:05 (Bianca Landrau, Abdul Aziz Dieng, Jonathan Smith, Enoch Harris III)
2. Skate – 2:43 (Bianca Landrau, Chris Barnett)
3. Whole Lotta Money – 2:36 (Bianca Landrau)
4. Same Hands (feat. Lil Durk) – 3:26 (Bianca Landrau, Barnett, Durk Banks)
5. Automatic (feat. Doe Boy e 42 Dugg) – 3:09 (Bianca Landrau, Abdul Aziz Dieng, Isam Mostafa, Dion Marquise Hayes)
6. Plate – 2:37 (Bianca Landrau, Anthony Moses Davis, Abdul Aziz Dieng)
7. Cover Girl – 2:29 (Bianca Landrau, Abdul Aziz Dieng, Enoch Harris III)
8. Free Bia (1st Day Out) – 1:55 (Bianca Landrau, Enoch Harris III)

Note
- Bia Bia contiene elementi tratti dal brano omonimo di Lil Jon e degli East Side Boyz.

## Successo commerciale
For Certain ha debuttato il 19 luglio 2021 nella Billboard 200 alla posizione numero 64, divenendo così il primo progetto della rapper ad entrare nella classifica statunitense degli album.

## Classifiche
| Classifica (2021) | Posizione massima |
| ----------------- | ----------------- |
| Stati Uniti       | 64                |